# Ponte João Gomes
A Ponte João Gomes é uma ponte situada na ilha da Madeira, no Funchal, sobre a ribeira de João Gomes. Foi concluída em 1994, e deve o seu desenho a António Reis.  Recebeu o Prémio Secil em 1997. Tem uma extensão de 274,5 metros e 140 metros de altura, sendo uma das mais altas construções de Portugal.